# Isortoq
Isortoq is een dorp in de gemeente Sermersooq in het oosten van Groenland. Het dorp is gesitueerd op een eiland en heeft 93 inwoners (2010).
Het dorp heeft een heliport, Air Greenland voert regelmatig vluchten uit naar Tasiilaq.